# Ignaberga nya kyrka
Ignaberga nya kyrka är en kyrkobyggnad i Ignaberga. Den tillhör sedan 2014 Hässleholms församling i Lunds stift, dessförinnan Stoby församling.

## Kyrkobyggnaden
Kyrkan uppfördes åren 1885 - 1887 i nyromansk stil med stomme och fasad i rött tegel. Arkitekten hette Carl Möller. Sedan medeltiden fanns en kyrka i Ignaberga, men befolkningen hade blivit så talrik att det fanns behov för en större kyrkobyggnad.

## Inventarier
- Bänkinredningen med öppen placering är ursprunglig och består av parksoffor med gjutjärnsgavlar.
- Altartavlan är en oljemålning på duk utförd av professor Mårten Eskil Winge. Tavlans motiv är Herrens uppenbarelse på påskdagsmorgonen för Maria från Magdala.

### Orgel
är samtida med kyrkan och byggdes av Rasmus Nilsson, Malmö:
| Huvudverk I       | Svällverk II        | Pedal   | Koppel |
| Borduna 16´       | Flûte harmonique 8´ | Bihängd | I/P    |
| Principal 8´      | Salicional 8'       |         | II/P   |
| Borduna 8'        | Flauto amabile 4'   |         | II/I   |
| Viola di Gamba 8' | Octavin 2'          |         |        |
| Octava 4'         | Crescendosvällare   |         |        |
| Quinta 2 2/3'     |                     |         |        |
| Octava 2'         |                     |         |        |
| Trompette 8'      |                     |         |        |